# Георги Владиков
Георги Филипов Владиков е български партизанин, деец на БКП, политик, държавник, депутат, дипломат и посланик.

## Биография
Георги Владиков е роден на 22 януари 1926 г. в Перущица. На 17-годишна възраст става най-младият партизанин от отряд „Антон Иванов“, а след разгрома на отряда – в бригада „Георги Димитров“. Той е първият перущински партизанин, излязъл в Балкана на 24 март 1943 г. Потомък е на героичен перущински род. Прадядо му е Тодор Владиков – командир на Шести участък при защитата на Перущица по време на Априлското въстание (1876 г.), а баща му е Филип Владиков – участник в Септемврийското въстание през 1923 г.
Георги Владиков е учил в Търговската гимназия в Пловдив. Като млад партизанин е неустрашим. Обикаля селата, среща се с ятаци, набавя оръжие и храна. Скоро става любимец на по-възрастните партизани и на ремсовата младеж.
След 9 септември 1944 г. е един от първите доброволци в Отечествената война на България. Става заместник-командир и политически ръководител на войскова част, състояща се от млади парашутисти. При ожесточените сражения срещу хитлеристките войски в редовете на Първа българска армия за хребета Страцин е ранен от парче шрапнел в левия крак под коляното.
След края на Втората световна война работи за кратко в ДСО „Винпром“ в София и завършва с отличие Висшия икономически институт „Карл Маркс“.
От 1950 г. работи като инструктор в ЦК на БКП и същевременно завършва Висшата партийна школа. Става заместник-завеждащ на селскостопанския отдел.
От 1955 до 1976 г. оглавява отдел „Деловодство“ при ЦК на БКП. Първи зам.министър на Министерство на снабдяването и държавните резерви. Няколко мандата е и народен представител.  Член на ЦК  на БКП от 1958 до 1981 г. От 1976 до 1988 година е на дипломатическа работа като Посланик на Народна република България в Чехословакия, Египет и Конго .                                                                      Награден с най- високият български орден "Георги Димитров" през 1976 и 1986 г., както и с много други български и чуждестранни ордени, медали и отличия.                             
Умира на 11 април 1999 г., на 73-годишна възраст.